# Julius Leopold Eduard Avé-Lallemant

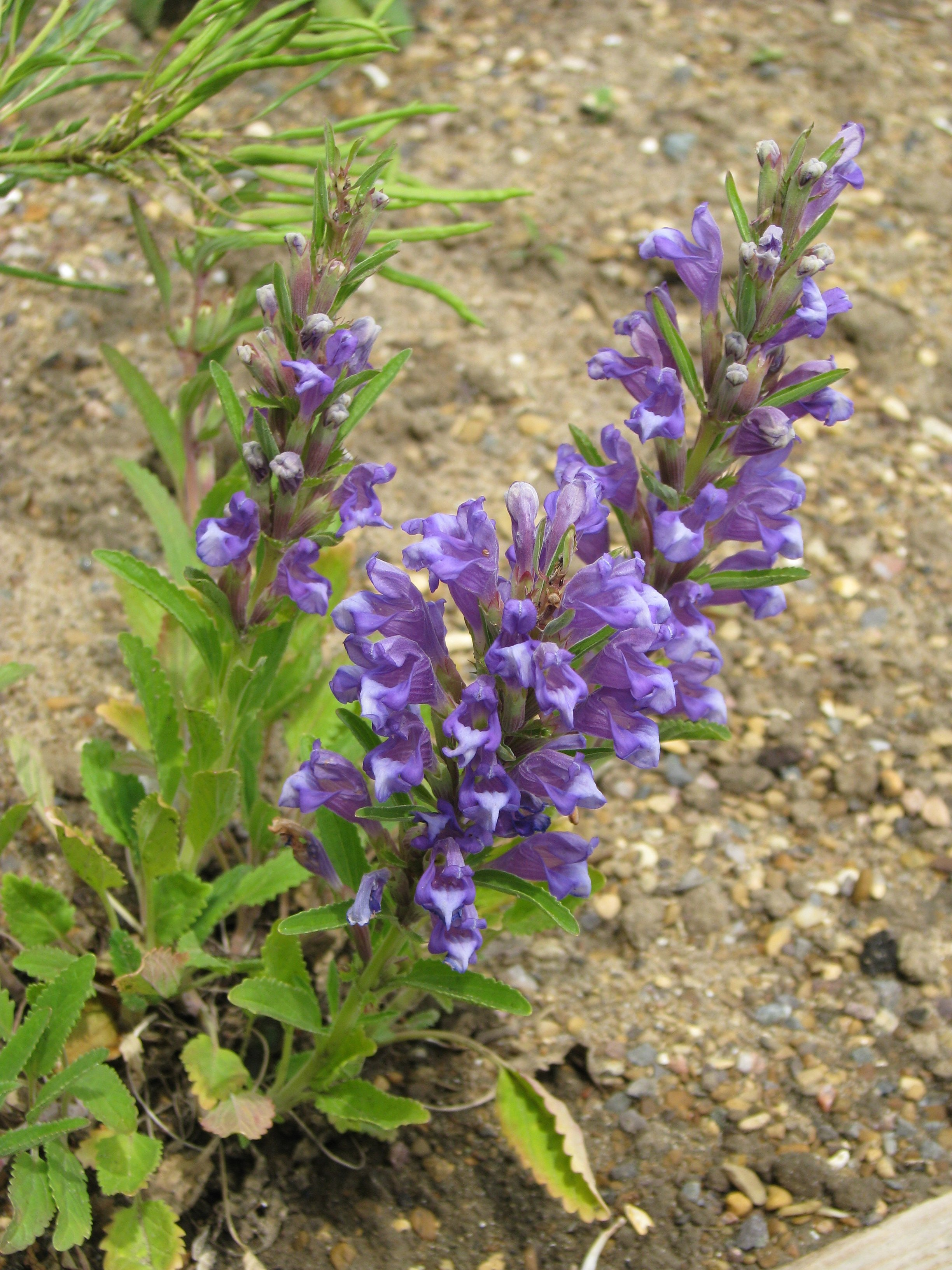
Lallemantia canescens

Julius Léopold Eduard Avé-Lallemant (Lubecca, 4 luglio 1803 – Lubecca, 17 maggio 1867) è stato un botanico ed entomologo tedesco.

## Biografia
Dal 1838 al 1855, Avé-Lallemant svolse la sua attività scientifica a San Pietroburgo.
I botanici Friedrich Ernst Ludwig von Fischer (1782–1854) e Carl Anton von Meyer (1795–1855) denominarono in suo onore il genere di piante Lallemantia, della famiglia Lamiaceae.
Oltre a botanico, fu anche entomologo.
| Avé-Lall. è l'abbreviazione standard utilizzata per le piante descritte da Julius Leopold Eduard Avé-Lallemant. Consulta l'elenco delle piante assegnate a questo autore dall'IPNI. |

## Opere principali
- De plantis quibusdam Italiae borealis et Germaniae australis rarioribus (1829).